# Haeju
Haeju er en by i det sydvestlige Nordkorea, med et indbyggertal (pr. 2000) på cirka 236.000. Byen ligger på kysten til det Det Gule Hav og er et centrum for Nordkoreas handel med udlandet.